# Comuna Pecineaga, Constanța
Pecineaga este o comună în județul Constanța, Dobrogea, România, formată din satele Pecineaga (reședința) și Vânători.

## Demografie
Componența etnică a comunei Pecineaga
     Români (86,57%)
     Romi (1,19%)
     Alte etnii (1,19%)
     Necunoscută (11,04%)
Componența confesională a comunei Pecineaga
     Ortodocși (85,41%)
     Musulmani (2,26%)
     Alte religii (1%)
     Necunoscută (11,33%)
Conform recensământului efectuat în 2021, populația comunei Pecineaga se ridică la 3.187 de locuitori, în scădere față de recensământul anterior din 2011, când fuseseră înregistrați 3.189 de locuitori. Majoritatea locuitorilor sunt români (86,57%), cu o minoritate de romi (1,19%), iar pentru 11,04% nu se cunoaște apartenența etnică. Din punct de vedere confesional, majoritatea locuitorilor sunt ortodocși (85,41%), cu o minoritate de musulmani (2,26%), iar pentru 11,33% nu se cunoaște apartenența confesională.

## Politică și administrație
Comuna Pecineaga este administrată de un primar și un consiliu local compus din 13 consilieri. Primarul, Marian Makkai[*], de la Partidul Social Democrat, este în funcție din 1 noiembrie 2024. Începând cu alegerile locale din 2024, consiliul local are următoarea componență pe partide politice:
|  | Partid                    | Consilieri | Componența Consiliului | Componența Consiliului | Componența Consiliului | Componența Consiliului | Componența Consiliului | Componența Consiliului | Componența Consiliului | Componența Consiliului | Componența Consiliului | Componența Consiliului |
|  | ------------------------- | ---------- | ---------------------- | ---------------------- | ---------------------- | ---------------------- | ---------------------- | ---------------------- | ---------------------- | ---------------------- | ---------------------- | ---------------------- |
|  | Partidul Social Democrat  | 10         |                        |                        |                        |                        |                        |                        |                        |                        |                        |                        |
|  | Partidul Național Liberal | 2          |                        |                        |                        |                        |                        |                        |                        |                        |                        |                        |
|  | Partidul S.O.S. România   | 1          |                        |                        |                        |                        |                        |                        |                        |                        |                        |                        |